# Almere Stad

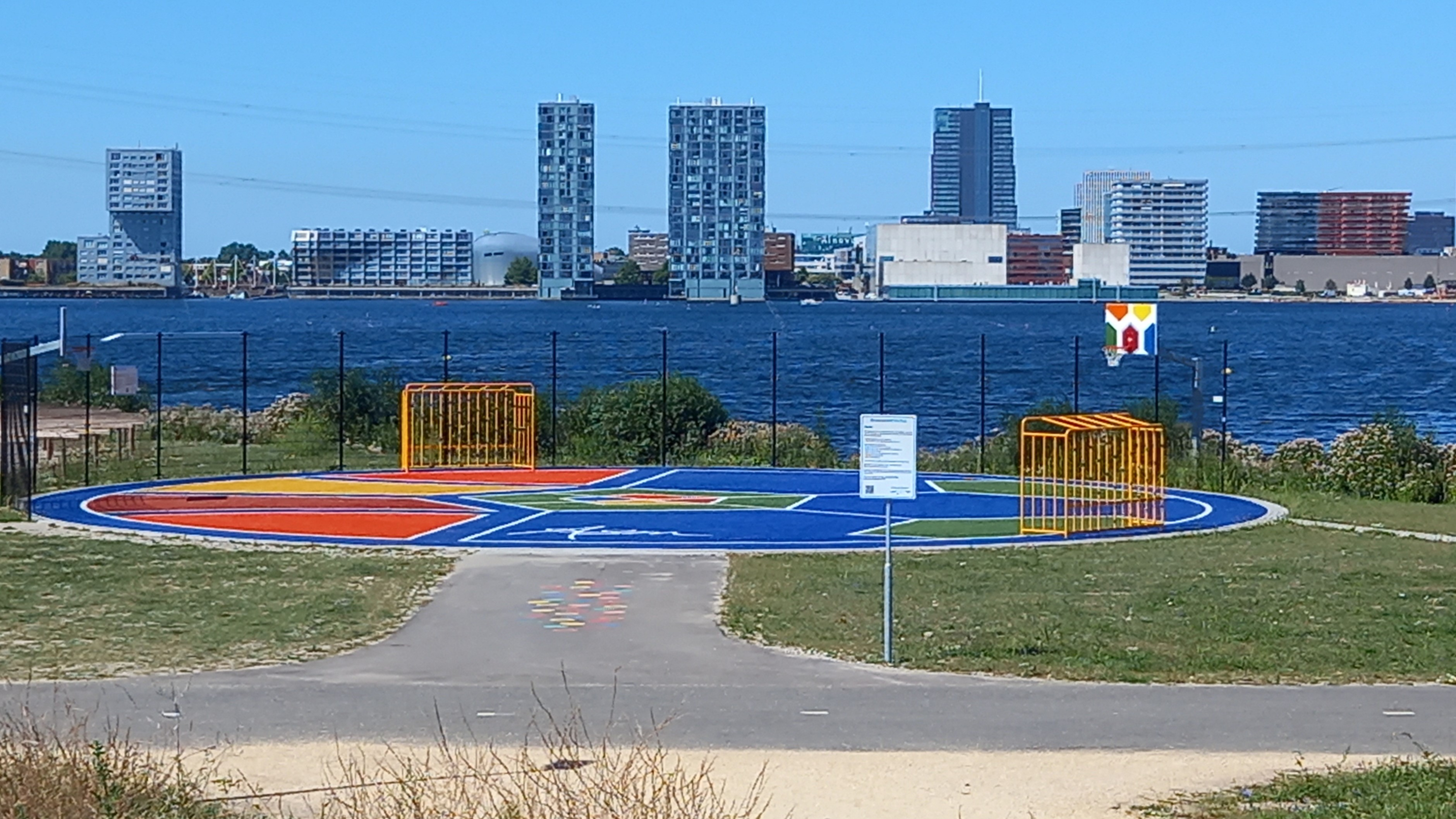
Skyline des Zentrums von Almere Stad, aufgenommen beim Eingang der Floriade (2022)

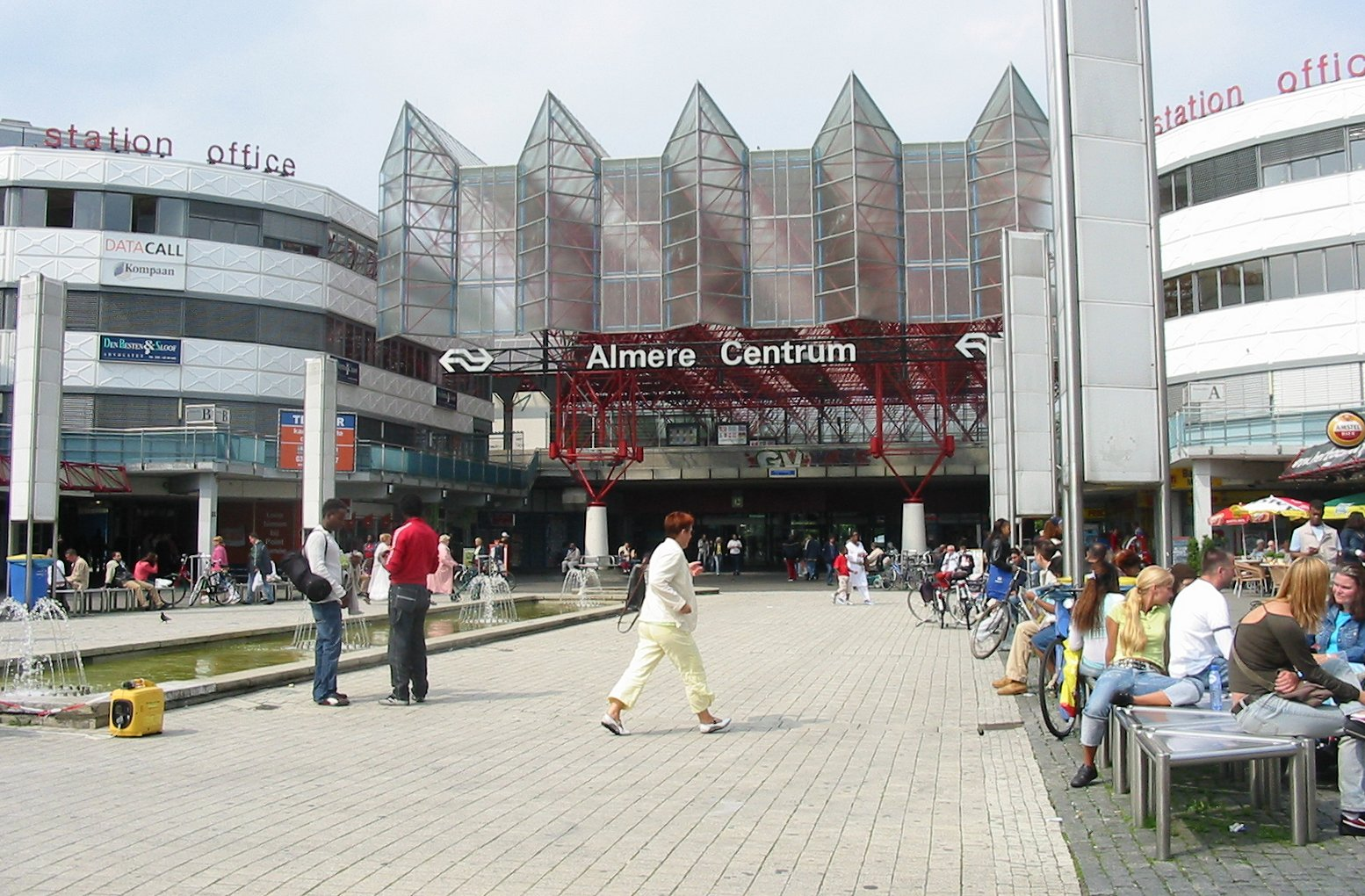
Hauptbahnhof in Almere

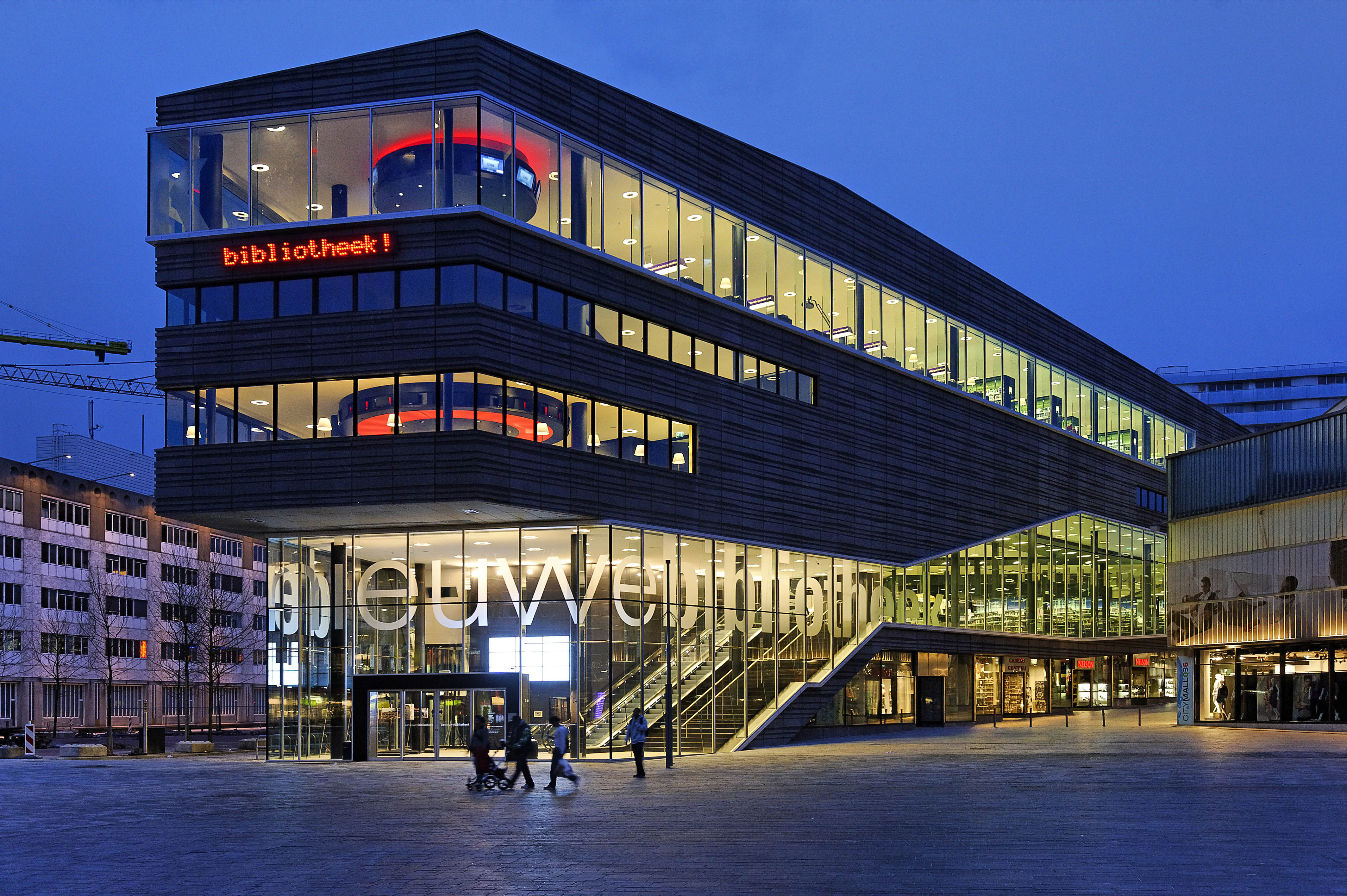
Neue Bibliothek in Almere Stad

Almere Stad ist ein Stadtteil von Almere in der niederländischen Provinz Flevoland. Er ist mit 110.915 Einwohnern der bevölkerungsreichste Stadtteil von Almere.

## Geschichte
Die ersten Häuser wurden 1979 fertiggestellt. Heutzutage gibt es in diesem Stadtteil Wohn- und Gewerbegebiete sowie Industrie. 
Die ersten Geschäfte in der neuen Innenstadt eröffneten 2006. Die Gestaltung der Stadtmitte lag bei Rem Koolhaas. Sie umfasst neben Hotels, Stadtverwaltung und dem Bahnhof Almere Centrum mehrere Gewerbehochhäuser. Außerdem wurde ein künstlicher See namens Weerwater angelegt, der einen Durchmesser von etwa einem Kilometern hat. Der Stadtteil umschließt diesen nahezu ausschließlich, mit Ausnahme des Stadtteils Almere Haven, der am südlichen Ende des Sees liegt.

## Ortsteile
- Stad Centrum
- Stad Oost
- Stad West

## Bevölkerungsentwicklung
|           | 1985    | 1990    | 1995    | 2000    | 2005    | 2010    | 2015    | 2020    |
| --------- | ------- | ------- | ------- | ------- | ------- | ------- | ------- | ------- |
| Einwohner | 017.240 | 037.024 | 058.816 | 083.934 | 103.560 | 107.804 | 108.176 | 109.805 |